# Cornul Alpilor

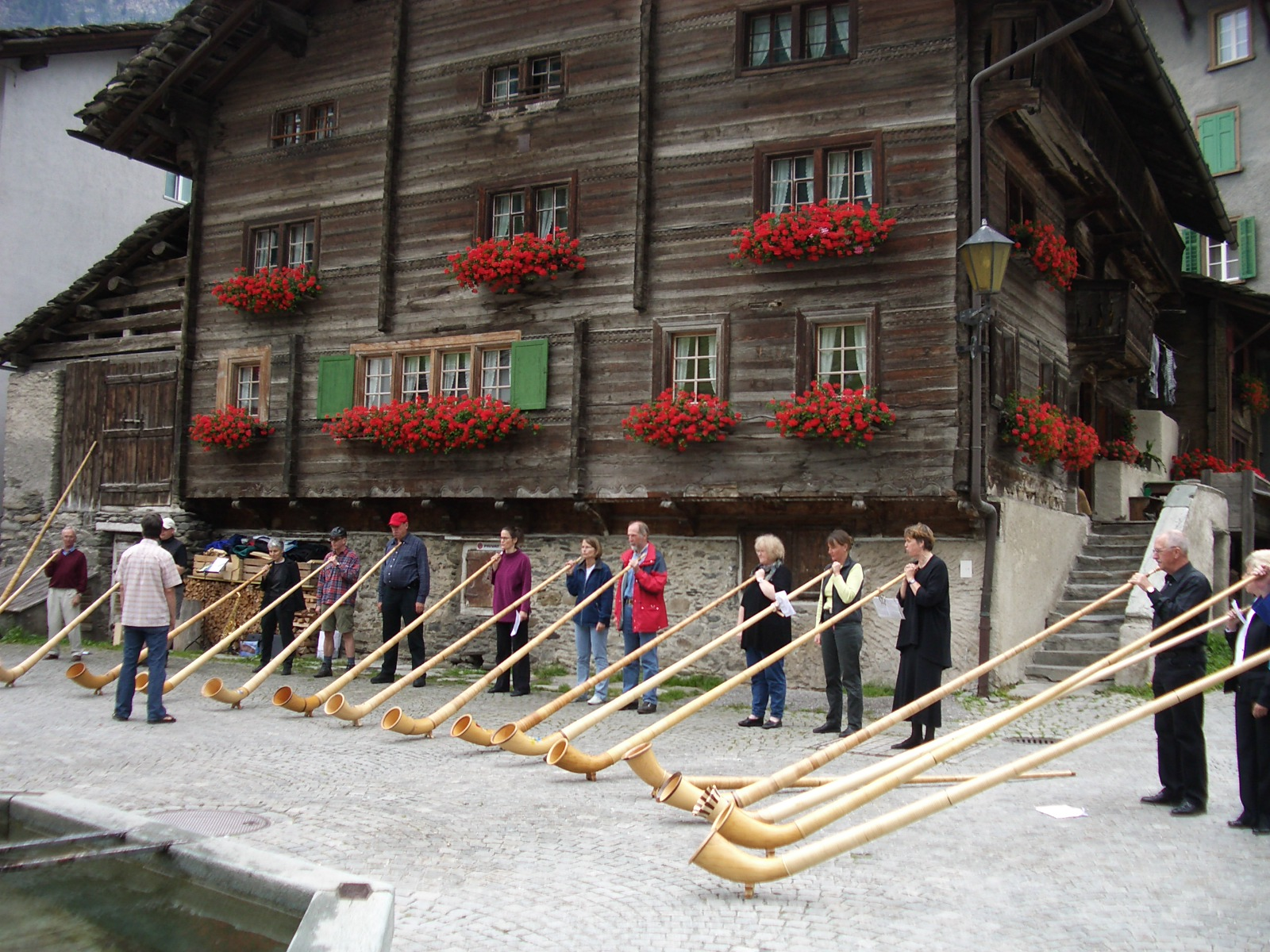
Grup de cântăreți din Alphorn.

Alphorn („cornul Alpilor”) este un instrument muzical asemănător tulnicului românesc, răspândit în munții Alpi. Este considerat simbolul național al Elveției.

## Legături externe
Materiale media legate de Cornul Alpilor la Wikimedia Commons